# Герман Олексій Юрійович
Олексій Юрійович Ге́рман, також Олексій Герман-старший (нар. 20 липня 1938, Ленінград — пом. 21 лютого 2013, Санкт-Петербург) — радянський і російський кінорежисер, сценарист, актор і продюсер. Заслужений діяч мистецтв РРФСР (1988). Народний артист Російської Федерації (1994). 

## Біографія
Народився в Ленінграді в родині письменника Юрія (Георгія) Германа. 
В 1960 закінчив режисерський факультет Ленінградський державний інститут театру, музики і кінематографії (майстерня Григорія Козинцева, керівник курсу — Олександр Музіль).
Син: Олексій Герман-молодший  (нар. 1976) — російський кінорежисер, сценарист.

### Творчість
Впродовж кількох років працював у театрі.
У 1964 Герман прийшов на «Ленфільм», де його першою роботою став фільм «Робоче селище», в якому він був другим режисером.
Дебютував як режисер у фільмі «Перевірка на дорогах». Робота над стрічкою була завершена в 1971, проте на екрани її випустили лише в 1985. За «Перевіркою на дорогах» послідували «Двадцять днів без війни» (1974) і «Мій друг Івана Лапшин» (1984). Остання завершена Германом стрічка — «Хрустальов, машину!» — вийшла на екрани в 1998.
Упродовж багатьох років працював над фільмом за твором братів Стругацьких «Важко бути богом», проте на екрани за його життя ця стрічка так і не вийшла.

### Останні місяці
У листопаді 2012 потрапив до лікарні після падіння. Наприкінці грудня лікарі провели йому операцію з видалення внутрішньочерепних гематом, після чого він захворів на запалення легенів. Наприкінці січня повідомлялося, що режисера вдалося вилікувати від пневмонії. Проте в середині лютого його дружина Світлана Кармаліта заявила про погіршення здоров'я режисера.

## Відзнаки
- Заслужений діяч мистецтв РРФСР (1988)
- Народний артист Російської Федерації (1994)

## Фестивалі та премії[3]
- 1986 — Державна премія РРФСР імені братів Васильєвих (1984 «Мій друг Іван Лапшин»)
- 1986 — Міжнародний кінофестиваль у Локарно: Приз журі «Бронзовий леопард», Приз Ернеста Артариа (1984 «Мій друг Іван Лапшин»)
- 1987 — МКФ в Роттердамі: 
  - Премія критики (1971 «Перевірка на дорогах»)
  - Премія критики (1976 «Двадцять днів без війни»)
  - Премія критики (1984 «Мій друг Іван Лапшин»)
- 1988 — Державна премія СРСР (1971 «Перевірка на дорогах»)
- 1992 — Премія «Золотий овен»: «Людина кінематографічного року»
- 1998 — Каннський кінофестиваль: Участь в Основній програмі (1998 «Хрустальов, машину!»)
- 1999 — Премія «Ніка»: 
  - За найкращий ігровий фільм (1998 «Хрустальов, машину!»)
  - За найкращу режисерську роботу (1998 «Хрустальов, машину!»)
- 1999 — Премія «Золотий овен»: 
  - За найкращий ігровий фільм (1998 «Хрустальов, машину!»)
  - За найкращу режисерську роботу (1998 «Хрустальов, машину!»)
- 2008 — Премія «Ніка»: «За честь і гідність»
- 2008 — ОРКФ «Кінотавр» в Сочі: Приз «За видатний художній внесок у розвиток російського кінематографічного мистецтва»
- 2009 — КФ «Віват кіно Росії!» в Санкт-Петербурзі: Приз міста «Жива легенда Російського кіно»
- 2015 — Премія «Ніка» за 2014 рік (посмертно) — за найкращий фільм року і за найкращу режисуру (2013 «Важко бути богом»)[4]

## Фільмографія
| 1965 | Робітниче селище (2-й режисер) | Green tick |            |            |                      |
| 1967 | Сьомий супутник | Green tick |            |            |                      |
| 1971 | Перевірка на дорогах | Green tick |            |            |                      |
| 1976 | Двадцять днів без війни | Green tick |            |            |                      |
| 1977 | Сідай поруч, Мішко! |            | Green tick |            |                      |
| 1980 | Рафферті |            |            | Green tick | журналіст            |
| 1980 | Сергій Іванович іде на пенсію |            |            | Green tick | Микола Дмитрович     |
| 1981 | Особисте життя директора |            |            | Green tick | Констянтин Мустафіді |
| 1981 | Подорож в Кавказькі гори |            | Green tick |            |                      |
| 1983 | Торпедоносці |            | Green tick |            |                      |
| 1984 | Мій друг Іван Лапшин | Green tick | Green tick |            |                      |
| 1985 | Жив відважний капітан |            | Green tick |            |                      |
| 1986 | Сказання про хороброго Хочбара |            | Green tick |            |                      |
| 1987 | Мій бойовий розрахунок |            | Green tick |            |                      |
| 1990 | Час, що канув |            |            | Green tick | Лєсних               |
| 1991 | Тінь завойовника, або загибель Отрара                                                                                                 |            | Green tick |            |                      |
| 1991 | док. фільм Elokuva vangitsee aikaa [Архівовано 24 листопада 2012 у Wayback Machine.] (Кіно фіксує час)                                |            |            | Green tick |                      |
| 1994 | Замок |            |            | Green tick | Кламм                |
| 1994 | док. фільм Le Vaudeville du diable [Архівовано 9 лютого 2017 у Wayback Machine.] (Диявольский водевіль)                               |            |            | Green tick |                      |
| 1995 | Прибуття поїзда /Трофимъ |            |            | Green tick |                      |
| 1996 | Манія Жизелі |            |            | Green tick | Лікар                |
| 1996 | док. фільм Сергій Ейзенштейн. Автобіографія                                                                                           |            |            | Green tick |                      |
| 1998 | Хрустальов, машину! | Green tick | Green tick |            |                      |
| 1998 | док. фільм Cold War [Архівовано 6 серпня 2014 у Wayback Machine.] (серія 14 Red Spring [Архівовано 5 квітня 2012 у Wayback Machine.]) |            |            | Green tick |                      |
| 2008 | док. фільм Володимир Висоцький. Я прийду по ваші душі!                                                                                |            |            | Green tick |                      |
| 2012 | док. фільм Dur d'être Dieu [Архівовано 5 червня 2014 у Wayback Machine.] (Важко бути Богом)                                           |            |            | Green tick |                      |
| 2013 | Важко бути богом | Green tick | Green tick |            |                      |